# Relaciones Brunéi-España
Las relaciones Brunei-España son las relaciones bilaterales entre estos dos países. Brunéi no tiene embajada en España, pero su embajada en París, Francia, está acreditada para España. España no tiene embajada en Brunéi pero su embajada en Kuala Lumpur, Malasia, está acreditada para Brunéi.

## Historia
En 1578, cuando España comenzó su expansión en el sudeste asiático desde su base en las Filipinas, las ambiciones españolas finalmente chocaron con el Imperio de Brunéi. Durante cuatro meses, las fuerzas españolas (que incluían soldados filipinos y mexicanos de su territorio del Virreinato de Nueva España) se enfrentaron con las fuerzas de Brunéi, que también incluían soldados otomanos. Las fuerzas españolas lograron invadir la capital de Brunéi de Mukim Kota Batu. Finalmente, España logró hacerse con el control de todas las islas actuales de las Filipinas que anteriormente estaban bajo el control de Brunéi. Este conflicto se conoció como la Guerra de Castilla.

## Relaciones diplomáticas
España y Brunéi establecieron relaciones diplomáticas en junio de 1984. España no dispone de Embajada residente en Brunéi, gestionando las cuestiones relativas al Sultanato la Embajada de España en Kuala Lumpur (Malasia). Brunéi tampoco dispone de Embajada residente en España, gestionando las cuestiones relativas España desde la Embajada del Sultanato de Brunéi en París. Las relaciones bilaterales son cordiales gracias a la ausencia de contenciosos y a las relaciones que el Sultán y su familia mantienen con la Familia Real española, si
bien aún, por debajo de su potencial.

## Cooperación
El PNUD sitúa a Brunéi en la categoría de países desarrollados de acuerdo con el Índice de Desarrollo Humano que publica anualmente. Brunéi no es considerado por las autoridades españolas como un país prioritario para la cooperación al desarrollo. No hay Oficina Técnica de Cooperación de España en Brunéi.